# Marudá
Marudá é um distrito de Marapanim, foi instituído em 1914, pela Lei nº 1.464, de 31 de agosto.
Locacaliza-se no nordeste paraense a 160 km da capital (segundo o DNIT "Departamento Nacional de Infra-estrutura Terrestre"), sua principal atração turística é a praia de Marudá. Sua extensão é de cerca de 1200 metros, e é bastante frequentada. É a praia que tem a melhor infra-estrutura na região.